# Hecho a mano (álbum de Monsieur Periné)
Hecho a Mano es el primer álbum de estudio del grupo colombiano Monsieur Periné. Fue lanzado en junio de 2012 de manera independiente, y presentado en el Teatro Mayor Julio Mario Santo Domingo, en Bogotá, Colombia. Las canciones son en su mayoría inspiradas por los sonidos que involucraban el gypsy jazz, swing, los boleros y el pop, por mencionar algunos de ellos. El álbum en su totalidad contiene 12 canciones, de las cuales su primer sencillo para dar a conocer su proyecto fue «Suin Romanticón», canción que fue punto de partida para que esta banda se diera a conocer con su lema «El Silencio Terminó» y su denominado «suin a la colombiana», género en el que la banda se encasilló en sus inicios, de múltiples sonidos, tanto europeos como latinoamericanos.
De este álbum se desprendieron sencillos como "La Muerte", tema elegido como banda sonora de la película colombiana Mamá, tómate la sopa, «Cou-Cou», «La Ciudad» (cuyo videoclip fue grabado en Ciudad de México) y «Huracán», tema regrabado asimismo en Ciudad de México como forma de agradecimiento a sus fans, a dúo con el vocalista Yayo Gonzáles, vocalista de la banda Paté de Fuá.
Con este álbum ganaron su primer disco de oro y lograron darse a conocer en varias partes de Colombia, y el extranjero, en festivales de Europa como Europa Jazz Festival, Burg Herzberg, Tollwood Festival, Mundial Festival, Grassroots Festival o el Vive Latino en México.
Monsieur Periné, con su música, consiguió llamar la atención para participar en el disco tributo a Chavela Vargas con el tema «Luz de Luna».

## Canciones[6]
| N.º | Título                                                  | Música          | Escritor(es)     | Duración |  |
| 1.  | «La Tienda de Sombreros»                                | Monsieur Periné | Camilo Parra     | 2:46     |  |
| 2.  | «La Ciudad»                                             | Monsieur Periné | Catalina García  | 3:09     |  |
| 3.  | «Suin Romanticón»                                       | Monsieur Periné | Catalina García  | 3:10     |  |
| 4.  | «Sabor a Mí (Cover)»                                    | Monsieur Periné | Álvaro Carrillo  | 3:17     |  |
| 5.  | «Cou-Cou»                                               | Monsieur Periné | Django Reinhardt | 3:24     |  |
| 6.  | «Huracán»                                               | Monsieur Periné | Monsieur Periné  | 2:35     |  |
| 7.  | «La Playa»                                              | Monsieur Periné | Monsieur Periné  | 3:49     |  |
| 8.  | «Ton Silence»                                           | Monsieur Periné | Monsieur Periné  | 4:57     |  |
| 9.  | «Be Pop»                                                | Monsieur Periné | Monsieur Periné  | 2:50     |  |
| 10. | «Nada Puro Hay»                                         | Monsieur Periné | Monsieur Periné  | 3:50     |  |
| 11. | «La Muerte»                                             | Monsieur Periné | Monsieur Periné  | 4:18     |  |
| 12. | «Swing With Me»                                         | Monsieur Periné | Monsieur Periné  | 3:44     |  |
| 13. | «Vuela Conmigo "Pájaros" (campaña "Ven vuela conmigo")» | Monsieur Periné | Monsieur Periné  | 3:21     |  |
| 14. | «Luz de Luna (tributo a Chavela Vargas)»                | Monsieur Periné | Álvaro Carrillo  | 2:56     |  |

## Lista de sencillos
1. Suin Romanticon.[8]
2. La Muerte.[9]
3. Cou-Cou.[10]
4. La Ciudad.[11]
5. Huracán (feat. Yayo Gonzales).[12]
6. La Vie en Rose Teaser European Tour 2014.[13]